# Aulus Cornelius Celsus

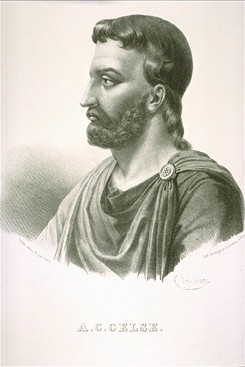
Aulus Cornelius Celsus.

Aulus Cornelius Celsus var en romersk författare under första århundradet e.Kr.

De medicina

Celsus skrev, efter Cato den äldres mönster, en encyklopedi, innehållande anvisningar och råd i vältalighet, filosofi och rättskunskap samt i lanthushållning, krigskonst och medicin. 
Av hans verk finns i behåll böckerna 6-13, vilka behandlar medicinen, efter Hippokrates och Asklepiades, och har särskild betydelse såsom den enda medicinska skrift vi äger från den romerska litteraturens bättre tid. Ett drygt sekel senare var den främste antike läkaren, Galenos, verksam.
Celsus röjer gott omdöme; hans framställningssätt är enkelt och språket rent.